# Idyella kunzi
Idyella kunzi är en kräftdjursart som beskrevs av Nicolaus Gustavus Bodin 1960. Idyella kunzi ingår i släktet Idyella och familjen Tisbidae. Inga underarter finns listade i Catalogue of Life.